# La Maddalena
La Maddalena (galluresiska och korsikanska: A Madalèna, sardiska: Sa Madalèna) är en ort och en kommun norr om Sardinien, Italien och tillhör provinsen Sassari. Kommunen hade 11 233 invånare (2017).  Kommunen omfattar Arcipelago della Maddalena och de sju största öarna är La Maddalena,  Caprera, Isola Santo Stefano, Spargi, Budelli, Isola Santa Maria och Razzoli. La Maddalena ligger 2 km från den nordöstliga kusten vid Bonifaciosundet som skiljer Sardinien och Korsika.
La Maddalena är sammankopplad med ön Caprera där Giuseppe Garibaldi är begravd.